# Ruger American Pistol
Ruger American Pistol — полуавтоматический пистолет с полимерной рамкой, представленный компанией Ruger в декабре 2015 года.

## Описание
Пистолет выпускается под патроны 9 мм Luger и .45 ACP. В нём используется отдача типа Браунинга с закрытым затвором и кулачковой системой ствола, которая предназначена для уменьшения отдачи из войлока. Серийная часть пистолета представляет собой стальное шасси, которое крепится к каркасу из стеклонаполненного нейлона. В пистолете используется система стрельбы с предварительно натянутым ударником.
На раме предусмотрена планка Пикатинни для крепления аксессуаров.

## Варианты
В сентябре 2016 года Ruger анонсировала компактные версии пистолета, снова под патроны 9 мм Luger и .45 ACP.
В марте 2020 года Ruger представила American Pistol Competition под патрон 9 мм и American Pistol Compact с серой отделкой Cerakote под патрон .45 ACP.